# 136108 Haumea
136108 Haumea (simbol: ), patuljasti planet, četvrti najveći u Sunčevom sustavu. Otkrila ga je 2004. skupina pod vodstvom Michaela Browna u zvjezdarnici Palomar te 2005. od skupina pod vodstvom J. L. Ortiza u zvjezdarnici Sierra Nevada s tim da je potonje osporavano. 17. rujna 2008. Međunarodna astronomska unija označila ga je patuljastim planetom te mu dodijelila ime Haumea po havajskoj božici porođaja. Od 2017. je prvi patuljasti planet za koji se zna ima prsten.

## Osnovni podaci
Haumeaina ekstremna elongacija čini je jedinstvenom među poznatim patuljastim planetima. Iako joj oblik nije izravno promatran, izračuni iz svjetlosnih krivulja daju naslutiti da se radi o elipsoidu s velikom osi koja je dvostruko duža od male. Usprkos tome, vjeruje se da posjeduje gravitaciju koja je dovoljna za hidrostatičku ravnotežu time zadovoljavajući definiciju patuljstog planeta. Navedena elongacija zajedno s neobično brzom rotacijom, visokom gustoćom i visokim albedom smatra se da su posljedice sudara iz kojeg je Haumea izašla kao najveći član obitelji Haumea koja uključuje nekoliko velikih trans-neptunskih objekata i njena dva poznata mjeseca.
Posjeduje dva prirodna satelita, veću Hiʻiaku i manju Namaku.

## Fizička obilježja
2005. godine teleskopi Blizanci i Keck dobili su Haumeanin spektar koji su pokazali snažne kristalne vodene osobine slične površini Plutonovog mjeseca Haron. To je osebujno, jer se kristalni led formira na temperaturama iznad 110 K, dok je površinska temperatura Haumea ispod 50 K, temperatura pri kojoj nastaje amorfni led. Osim toga, struktura kristalnog leda je nestabilna pod stalnom kišom kozmičkih zraka i energetskih čestica sa Sunca koje udaraju trans-neptunske objekte. Vremenski raspon za kristalni led koji će se pretvoriti u amorfni led pod ovim bombardiranjem kreće se od deset milijuna godina, ali trans-neptunski objekti nalaze se na svojim sadašnjim lokacijama tijekom nekoliko milijardi godina. Oštećenja prouzrokovana zračenjem također bi trebala zacrveniti i potamniti površinu trans-neptunskih objekata na kojima su prisutni uobičajeni površinski materijali organskih molekula i tolina, kao što je to slučaj s Plutonom i Haronom (vidi Mordor Macula). Stoga spektri i boje sugeriraju da su Haumea i članovi njezine obitelji prošli nedavno rezultiranje svježim ledom. Međutim, nije predložen vjerodostojan mehanizam ponovne obrade. 
Haumea je svijetla poput snijega, s albedom u rasponu od 0,6–0,8, u skladu s kristalnim ledom.  Drugi veliki TNOs poput Eris čini se da su albedos kao visoka ili viša.  Najprikladnije modeliranje površinskih spektra sugeriralo je da se čini da je od 66% do 80% Haumeove površine čisti kristalni vodeni led, s jednim doprinosom visokom albedu, moguće vodikovom cijanidu ili filosilikatnim glinama. Neorganske cijanidne soli poput bakar-kalijevog cijanida također mogu biti prisutne. 

## Prsten
Zvjezdana okultacija koja je primijećena 21. siječnja 2017. i opisana u članku časopisa Nature 11. listopada 2017. ukazivala je na prisustvo prstena oko Haumee. Ovo predstavlja prvi sustav prstena otkriven za TNO.  Prsten ima polumjer oko 2.877 km, širinu od ~ 70 km i neprozirnost od 0.5. To je unutar Rocheove granice od Haumee, koja bi bila u radijusu od oko 4400 km, kada bi bila sferna (njen elipsiodni oblik potiskuje granicu dalje). Ravnina prstena približno se podudara s Haumeaevom ekvatorijalnom ravninom i orbitalnom ravninom njenog većeg, vanjskog mjeseca Hiʻiaka.  Prsten je također blizu rezonancije 3: 1 s Haumea-ovom rotacijom (koja je u radijusu od 2,285 ± 8 km). Procjenjuje se da prsten doprinosi 5% ukupnoj svjetlini Haumea. 
U studiji o dinamici čestica prstena objavljenoj 2019. godine, Othon Cabo Winter i suradnici pokazali su da je rezonanca 1:3 s Haumeinom rotacijom dinamički nestabilna, ali da u faznom prostoru postoji stabilno područje koje je u skladu s položajem prstena. To ukazuje da čestice prstena potječu iz kružnih, periodičnih orbita koje su blizu, ali nisu unutar rezonance.  

## Prirodni sateliti
Haumea ima dva poznata prirodna satelita. Prvi je Hiʻiaka, veći od dva mjeseca, a drugi, i manji jest Namaka.
Otkriveni su 2005. (Haumea je u to vrijeme još uvijek imala samo oznaku 2003 EL61) promatranjem s opservatorija WM Keck. Hiʻiaka je otkrivena 26. siječnja 2005., i službeno je imenovan S / 2005 (2003 EL 61 ) 1, iako ga je Caltech tim prozvao "Rudolph". 
Namaka je otkrivena 30. lipnja 2005., formalno nazvan S / 2005 (2003 EL 61 ) 2, i nadimak " Blitzen ". Dana 7. rujna 2006. oba satelita su numerirana i uvrštena u službeni katalog manjih planeta kao (136108) 2003. EL 61 I i II. 17. rujna 2008. dobili su svoja sadašnja imena, kao i nove oznake (Haumea I i Haumea II)
Hiʻiaka kruži oko Haumee gotovo kružno svakih 49 dana. Namaka orbitira Haumeu svakih 18 dana u umjereno eliptičnoj, ne-keplerijskoj orbiti, a od 2008. bila je nagnuta za 13° u odnosu na Hiʻiaku, koja ometa njenu orbitu. Budući da se smatra da je sudar koji je stvorio Haumeine mjesece dogodio u ranoj povijesti Sunčevog sustava, tijekom sljedećih milijardi godina, Namaka je trebala biti izbačena u kružniju orbitu. Orbita Namake vjerojatno je poremećena orbitalnim rezonancijama s masivnijom Hiʻiakom zbog konvergencije orbite jer su se one kretale prema van iz Haumee zbog disipacije plime. Možda su uhvaćeni i potom nekoliko puta pobjegli iz orbitalne rezonancije; trenutno su u ili barem blizu rezonanci 8:3. Ova rezonanca snažno uznemiruje Namakinu orbitu, koja ima trenutačnu precesiju svog argumenta za periapsisu oko -6,5 ° godišnje, precesijsko razdoblje od 55 godina. 